# Za ciosem
Za ciosem (tytuł oryginalny Knock Off) – film sensacyjny w reżyserii Tsui Harka, nakręcony w koprodukcji hongkońsko–amerykańskiej.
Film odnotował swoją premierę na ekranach polskich kin podczas Świąt Bożego Narodzenia, 26 grudnia 1998, podczas gdy jego światowa premiera miała miejsce 27 maja tegoż roku na Filipinach.

## Obsada
- Jean-Claude Van Damme jako Marcus Ray
- Rob Schneider jako Tommy Hendricks
- Lela Rochon jako Karan Leigh
- Paul Sorvino jako Harry Johannson
- Carman Lee jako Ling Ho
- Wyman Wong jako Eddie
- Glen Chin jako 'Skinny' Wang
- Michael Wong jako Lt. Han
- Moses Chan jako Officer Fong
- Ray Nicholas jako Karl
- Jeff Wolfe jako Skar
- Michael Miller jako Tickler
- Steve Brettingham jako Hawkeye
- Mark Houghton jako Bear
- Peter Nelson jako Biff